# Edward Louis Herman Knoche
Edward Louis Herman Knoche ( 1870 - 1945 ) fue un botánico, explorador, y fitogeógrafo estadounidense. Era hijo de los germanos Johann Edward Knoche y Louise Seibert.

## Algunas publicaciones
- 1921. Flora balearica, ètude phytogèographique sur les Ìles Balèares. Ed. Ripol Klassik. 81 pp. ISBN 5876668702, ISBN 9785876668707

- 1923. Vagandi mos: Reiseskizzen eines botanikers. 304 pp. Ed. Librairie Istra

- Liste alphabétique de localités citées des Baléares. 45 pp.

## Honores

### Epónimos
- (Asteraceae) Hyoseris × knochei Sennen[1]

- (Lamiaceae) Micromeria × knochei Sennen & Bianor.[2]
- La abreviatura «Knoche» se emplea para indicar a Edward Louis Herman Knoche como autoridad en la descripción y clasificación científica de los vegetales.[3]